# Quasar Data Products
Quasar Data Products Inc. (QDP), más tarde QDP Computer Systems Inc., fue una empresa informática estadounidense con sede en 1979 en North Olmsted, Ohio. La empresa fue fundada por Brian A. Catalucci y Dave L. Kelley, el primero un ingeniero capacitado que anteriormente había trabajado como piloto de línea aérea.
Desde finales de la década de 1970 hasta mediados de la de 1980, Quasar vendió varias expansiones del mercado secundario para computadoras basadas en S-100. También vendieron su propia línea de computadoras, llamada serie QDP, a partir de 1980. Estas computadoras QDP fueron populares entre la Marina de los EE. UU. por su confiabilidad, y Quasar aprovechó esta demanda militar al hacer más entradas de la serie curtidas para el campo. La empresa pasó a fabricar tarjetas gráficas de alta especificación para IBM PC antes de desaparecer en 1989.

## Fundación (1978-1982)
Quasar Data Products fue fundada en 1978 o 1979 por Brian A. Catalucci y Dave L. Kelley en North Olmsted, Ohio. Antes de fundar la empresa, Catalucci era piloto de United Airlines y se había graduado de la Universidad Estatal de Kent con una licenciatura en ingeniería aeronáutica.
El primer producto de la compañía fue el QDP-100, una computadora de escritorio CP/M basada en Z80 con un microprocesador con reloj de 4 MHz y 64 KB de memoria RAM. La computadora se basó en el bus S-100 presentado con el Altair 8800 y viene con una tarjeta de disquete que controla dos unidades de disquete de 8 pulgadas. Se incluyó una terminal tonta monocromática para interactuar con la computadora; se conectó a través de uno de los dos puertos serie (la computadora también tiene dos puertos periféricos paralelos). El QDP-100 también se envió con un programador PROM. Se vendió al por menor en 1980 por $ 4,795. El QDP-100 demostró ser bastante popular entre la Marina de los EE. UU. por su confiabilidad, con cuatro unidades de sistema a bordo del USS Lexington en 1983 y una unidad a bordo del USS Stump, entre otros. Si bien Quasar pretendía que la computadora fuera una computadora personal de propósito general, la popularidad de la computadora entre la Marina le dio a la compañía el incentivo para reforzar más unidades. Por ejemplo, las fuentes de alimentación de la computadora se construyeron con componentes de primera calidad, incluidos condensadores de filtro de línea de servicio pesado, y se construyeron para ser resistentes a los golpes y la temperatura.
Más tarde, en 1980, Quasar presentó la QDP-8100, otra computadora de escritorio CP/M, esta vez basada en el microprocesador Zilog Z8000 de 16 bits. Presentaba especificaciones similares a las del QDP-100, incluida una velocidad de reloj equivalente, cantidad de RAM y unidades de disquete, pero venía con una terminal inteligente. El QDP-8100 era compatible con versiones anteriores de aplicaciones basadas en Z80 a través de un emulador de software. Quasar vendió el QDP-8100 por $6,395.

## Cambio de nombre (1982-1984)
Entre 1980 y 1982, la empresa cambió su nombre a QDP Computer Systems. En noviembre de 1982, la compañía lanzó el QDP-200, descrito como una versión optimizada del QDP-100 que presentaba unidades de disquete delgadas de 8 pulgadas, en configuraciones duales o simples, y una versión mejorada del procesador Z80 conocido como Z80A. Al igual que su predecesor, presentaba 64 KB de memoria RAM.
En diciembre de 1982, Quasar comenzó a producir el QDP-300, una máquina explícitamente reforzada que presentaba un termistor incorporado en la unidad del sistema que hacía sonar una alarma si la temperatura dentro del chasis principal estaba potencialmente sobrecalentando la computadora. La computadora ejecutó el Z80A-DMA, una versión del microprocesador Z80A con soporte para un controlador de acceso directo a la memoria, lo que permite la transferencia de datos de alta velocidad a cualquier periférico conectado al bus mientras libera al microprocesador para realizar otras tareas. en el fondo. El QDP-300 vino con 128 KB de memoria RAM, ampliable hasta 256 KB. La memoria adicional actúa para almacenar en caché los datos escritos y leídos del disco; la memoria caché también es de lectura anticipada/retrasada. Al igual que sus predecesores, el QDP-300 venía con dos unidades de disquete de 8 pulgadas por defecto, aunque el usuario podría haberlo comprado con un disco duro de 5,25 pulgadas adaptado para encajar dentro de la unidad.
Durante el verano de 1984, la compañía anunció las dos últimas entradas de la serie QDP, la QDP-400 y la QPD-500. El QDP-400 estaba diseñado para entornos multiusuario, se envió en stock con una copia de TurboDOS, mientras que el QPD-500 se podía usar como una máquina de un solo usuario o multiusuario (como stock, el QDP-500 venía con CP/M, pero la opción era MP/M). El QDP-400 era una máquina multiprocesador, con un Z80B sincronizado a las 6 MHz para el procesador principal y un Z80A a la misma velocidad de reloj para cada uno de los cinco zócalos de coprocesadores; la computadora vino con dos Z80A de este tipo de forma predeterminada. El procesador principal y cada coprocesador estaban ubicados en sus propias placas de expansión que se conectaban a una de las seis ranuras de bus S-100 de doble altura. Las tarjetas de procesador antes mencionadas también contenían chips RAM 128 KB en tamaño total. A cada terminal de estación de trabajo que interactuaba con el QDP-400 se le asignó un total de 128 KB, y para una sesión multiusuario esto requería una tarjeta para cada usuario. El QDP-400 vino con un 55 Disco duro MB y uno de 1.2 Unidad de disquete MB de 8 pulgadas que aceptaba discos duros sectorizados. El QDP-400 vino con dos puertos paralelos estilo Centronics y 12 puertos seriales. El QDP-500, por el contrario, era una máquina mucho más simple, con solo un procesador Z80A con velocidad de 4 MHz, 128 KB de memoria RAM y una unidad de disco de 5,25 pulgadas. Con MP/M, cuatro terminales podían acceder al QDP-500 simultáneamente.

## Pivote y disolución (1984-1989)
Entre 1984 y 1986, la compañía se mudó de su suite 10330 Brecksville Road a la nueva sede en 23632 Merchantile Road e hizo que el negocio cambiara de productos de microcomputadoras basados en S-100 a tarjetas gráficas basadas en ISA de alta especificación, diseñadas para aplicaciones CAD en la IBM PC y sus clones. Recibieron críticas mixtas, aunque en su mayoría positivas, en PC Magazine. Quasar Data Products finalmente cerró en 1989.

## Citas
1. 1 2 3  Holmes, 1983, p. SC40-300-147.
2. 1 2  Gardner, 1983, p. B14.
3. 1 2  Nadeau, 2002, p. 111.
4. ↑  Chin, 1983, p. 15.
5. 1 2  Freiburger, 1982, p. 1.
6. ↑  Staff writer, 1982, p. 61.
7. 1 2  Freiburger, 1982, pp. 1, 5.
8. ↑  Freiburger, 1982, p. 5.
9. ↑  Staff writer, 1984, p. 92.
10. ↑  Mintzer, 1986, p. 38.
11. ↑  Staff writer, 1986, p. 23.
12. ↑  Petzold y Rosch, 1987, p. 258.
13. ↑  Hart, 1987, p. 222.
14. ↑  OpenCorporates, n.d..